# 춘계생활투쟁
춘계생활투쟁(일본어: 春季生活闘争 슌키세이카츠토소[*]), 약칭 춘투(일본어: 春闘 슌토[*])는 일본에서 매년 봄(2월)부터 이루어지는, 임금인상과 노동시간 단축 등 노동조건 개선을 협상하는 장이다.
기업별 노동조합이 주류인 일본에서는 각 기업별로 노조의 교섭력의 차이가 크다. 그래서 1년 중 같은 시기에 노동자 측이 단결하여 각 기업 각 산업에서 교섭력을 높이려는 목적이 있다.
일본노동조합총연합회(연합)에서는 중앙투쟁위원회 또는 중앙집행위원회, 전국노동조합총연합(전노련)에서는 국민춘투공투위원회가 춘투를 담당하는 조직이다.

## 교섭 과정
매년 1월 일본경제단체연합회(경단련)에서 춘투에 대한 자세를 표시하는 「경노위보고」를 발표한다. 이에 따라 우선 자동차, 전기기기, 철강 등 주요 제조업 분야에서 먼저 말문을 열고 그해 노동조건의 방향성을 제시한다. 이들 제조업 노조들은 대부분 전일본금속산업노동조합협의회(금속노협)에 소속되어 있기 때문에 소위 금속산업이라고도 한다. 그 이후 철도와 전력회사 등 비제조업 분야가 협상에 들어가 이른바 대기업 춘투가 종료된다. 3월 중에 중소기업 교섭까지 이루어지면 그 해 춘투가 종료된다. 그밖에 공무원 춘투 등이 있다.
2013년 이후로는 매년 가을 이듬해 춘투를 대비해 정부가 경단련에 임금인상을 요구하는데 "관제춘투"(官製春闘)라고도 한다.
최근에는 젊은 층을 중심으로 이벤트화하는 목소리가 높아지고 있다. 또한 비정규직은 참여할 수 없기 때문에 제조업 분야에서 조합원 감소가 심각한 문제가 되고 있다.

## 춘투임금인상률
춘투임금인상률(春闘賃上げ率)이란 매년 춘투 결과 각 기업 사용자와 노동조합간에 타결된 평균의 임금인상률이다. 일반적으로 채용되는 춘투임금올림률 수치는 후생노동성에서 발표되는 「민간추요기업춘계임금올림요구・타결상황」에 의거한다. 그 밖에 경단련에서 발표하는 「춘계노사교섭・대수기업업종별타결결과」나 「춘계노사교섭・중소기업업종별회답일람」 등이 인용된다.
피고용자의 임금은 소정의 급여 뿐 아니라 소정 외 급여(잔업수당 등)과 상여금(일명 보너스)에도 크게 좌우된다. 경기동향에 따라 소정외 노동시간은 크게 변동하며, 최근에는 상여금 지급도 기업실적에 연동하는 방식을 채용하는 기업이 증가하고 있다.
많은 일본 기업에서 소정내 급여(소위 본봉) 개정은 춘투 결과에 따라 연도 단위로 실시되고, 소정외 수당과 상여금 계산도 소정내 급여를 기초로 계산되므로 춘투임금올림률은 각 연도의 임금동향에 큰 영향을 미친다. 때문에 춘투임금올림률은 해당연도의 피고용자 소득의 추계와 노동비용으로부터의 물가상승률에 미치는 영향 등의 예측에 이용되어왔다.
최근 연봉제, 성과급실적연동제를 채택하는 기업이 증가하고, 각 직원의 급여에 대해서도 연공서열형의 개인차가 적은 임금체계에서 각 개인의 성과에 따라 임금격차를 확대시키는 방향으로 변화하고 있기 때문에, 춘투임금올림률이 일본 전체의 피고용자 소득의 동향을 나타내는 지표로서의 역할도 과거에 비해 감소하고 있다.